# Rukiya Uke
 (janvier 2023).
République fédérale démocratique d'Éthiopie
Rukiya Uke (Ge'ez : ሩቂያ ኡኬ) est une des 112 membres de la Chambre de la fédération éthiopienne. Elle est une des 19 conseillers de l'État Oromia et représente le peuple Oromo.